# لينكا سنكوفا
لينكا سنكوفا (بالتشيكية: Lenka Cenková)‏ مواليد 24 يناير 1977 في تشيكوسلوفاكيا، هي لاعبة كرة مضرب تشيكية سابقة بدأت مسيرتها كمحترفة سنة 1992 وكانت تلعب باليد اليمنى، اعتزلت اللعب في 2002. أعلى تصنيف لها في الفردي كان المركز الـ 95 في سنة 1997. أعلى تصنيف لها في الزوجي كان المركز الـ 105 في سنة 1996.

## روابط خارجية
- لينكا سنكوفا على موقع رابطة محترفات التنس (الإنجليزية)
- لينكا سنكوفا على موقع الاتحاد الدولي لكرة المضرب (الإنجليزية)
- لينكا سنكوفا على موقع خلاصة التنس.كوم (الإنجليزية)